# Видимість
Ви́димість, да́льність ви́димості — метеорологічний показник , відстань на яку вдень обриси предметів, за якими спостерігають, стають нечіткими.
Розрізняють денну, смеркову і нічну видимість. Для нічної видимості, крім того, слід розрізняти видимість об'єктів, що світяться і не світяться.
Видимість характеризується дальністю видимості, тобто відстанню, на якій спостережуваний об'єкт стає не помітним оком.
Видимість залежить від наявності в повітрі частинок пилу, найдрібніших крапельок і кристалів води, які розсіюють світло і зменшують дальність видимості до декількох кілометрів, а іноді до декількох десятків метрів.
Серпанок, туман, випадання опадів, завірюха, запорошена буря згладжує відмінності в яскравості і кольорі віддалених предметів і цим погіршує їх видимість, аж до повного їх зникнення.
Видимість визначається також особливостями зору окремих людей.

## Управилах дорожнього руху

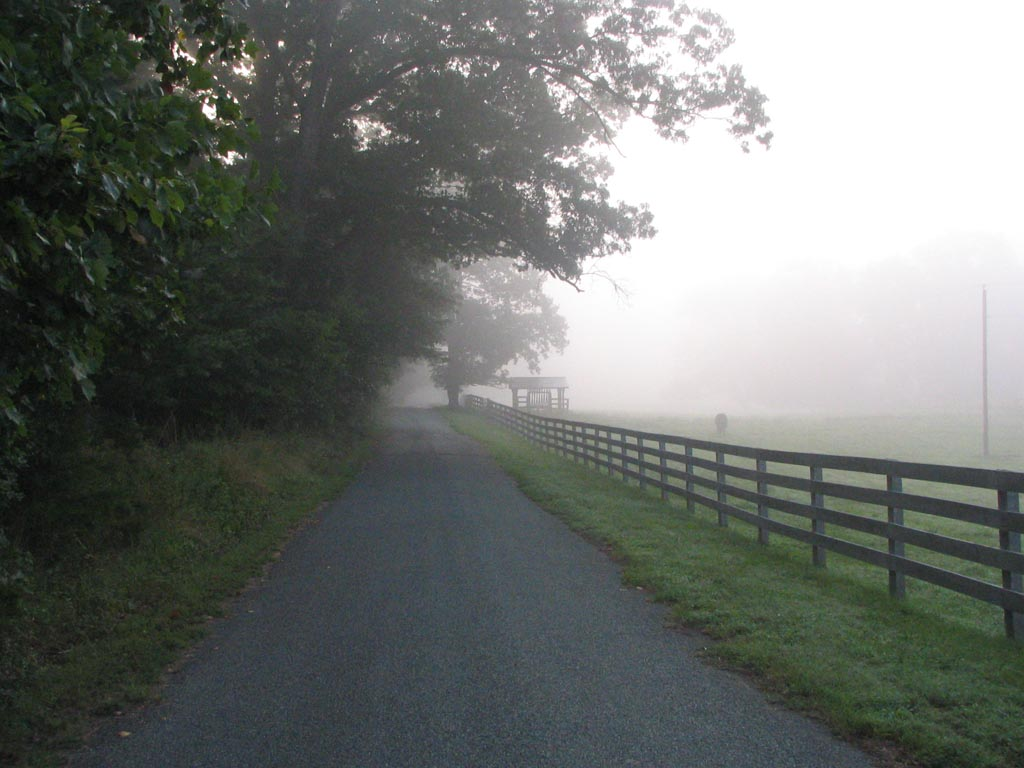
Дорога з недостатньою видимістю

Ви́димість у на́прямку ру́ху — максимальна відстань, на якій з місця водія можна чітко розпізнати межі елементів дороги та розміщення учасників руху, що дає змогу водієві орієнтуватися під час керування транспортним засобом, зокрема для вибору безпечної швидкості та здійснення безпечного маневру.
Недостатня видимість — видимість дороги в напрямку руху менше 300 м у сутінках, в умовах туману, дощу, снігопаду тощо.